# 索索洛扎
索索洛扎（祖魯語：Shosholoza）是一首南部非洲的傳統民歌。傳統是由男性奴工以對唱形式演繹。

## 來源
「索索洛扎」在祖魯語中有「前進」、「為後人開路」等意思。一如歌詞所描述，這首曲常令人聯想起蒸汽火車前進時發出的鳴笛聲。有指此曲來自非洲恩德貝勒族的黑人磺工。他們從家鄉長途跋涉到約翰尼斯堡工作，在乘車時便會和唱這首歌曲安撫心靈。
本首歌曲被很多歌手演唱過，包括了Helmut Lotti、Ladysmith Black Mambazo、PJ Powers、The Glue、Soweto Gospel Choir、Peter Gabriel和Drakensberg Boys' Choir，同時也成為膠靴舞的標準樂曲。後來此曲在1995年橄欖球世界盃，南非贏得冠軍之後就變得為人熟悉，並且變成南非運動賽事中最喜愛的一首曲子。南非樂團Overtone為克林·伊斯威特執演的電影《打不倒的勇者》當中重新錄製這首歌，而在2010年世界盃足球賽中，各項賽事進行前全場也常奏起這首名曲。

## 歌詞
這首歌的歌詞有各種版本，改編曲也是。以下列出一種作為範例：
| 歌詞（祖魯語） | 意思上的翻譯（中文）                                                                                   |
| Shosholozah Ku lezontabah Stimela siphum' eSouth Africa Shosholozah Ku lezontabah Stimela siphum' eSouth Africa Wen' uyabalekah Ku lezontabah Stimela siphum' eSouth Africa | 前進 在那群山上 來自南非的火車。 前進 在那群山上 來自南非的火車。 你跑掉了 在那群山上 來自南非的火車。 |

在比較老的傳統版裡，歌詞是「來自羅德西亞的火車」。這也是上帝也瘋狂和皮特·西格的 We Shall Overcome 專輯裡的歌詞。